# Achrosis pallida
Achrosis pallida es una especie de polilla perteneciente a la familia Geometridae. La especie fue descrita por primera vez por Frederic Moore habiendo sido descrita en 1877, con distribución en las islas Andamán.